# KQFE
KQFE（88.9 FM）是位于美国俄勒冈州斯普林菲尔德的一个基督教广播电台，隶属于Family Radio。KQFE覆盖斯普林菲尔德和尤金，发射功率1.25千瓦。